# 벽과 벽 사이
"벽과 벽 사이"는 한국에서 제작된 김정용 감독의 1986년 영화이다. 오수비 등이 주연으로 출연하였고 한갑진 등이 제작에 참여하였다.

## 출연

### 주연
- 오수비
- 이구순
- 박지훈
- 문태선

## 기타
- 조명: 한덕후
- 녹음: 김성찬